# جوآن واسا
جوآن واسا (انگلیسی: Joan Wasser؛ زادهٔ ۲۶ ژوئیهٔ ۱۹۷۰) یک موسیقی‌دان اهل ایالات متحده آمریکا است. وی از سال ۱۹۹۱ میلادی تاکنون مشغول فعالیت بوده‌است.